# Kdmix
KDMix est une distribution GNU/linux fr créée à partir de la distribution slax créée à l'origine par un Tchèque nommé Tomas Matejicek, ayant repris cette distribution et l'ayant transformée après accord de Tomas en une version complètement française.